# L'Art de perdre
L'Art de perdre est un roman d'Alice Zeniter paru le 16 août 2017 aux éditions Flammarion et récompensé par une demi-douzaine de prix littéraires dont le prix Goncourt des lycéens 2017.
Le roman parle de l'Algérie. Pour Naïma ce pays n'est qu’une toile de fond sans grand intérêt. Pourtant, dans une société française traversée par les questions identitaires, tout semble vouloir la renvoyer à ses origines. Mais quel lien pourrait-elle avoir avec une histoire familiale qui jamais ne lui a été racontée ? Son grand-père Ali, un montagnard kabyle, est mort avant qu’elle ait pu lui demander pourquoi l’Histoire avait fait de lui un « harki ». Yema, sa grand-mère, pourrait peut-être répondre mais pas dans une langue que Naïma comprenne. Quant à Hamid, son père, arrivé en France à l’été 1962 dans les camps de transit hâtivement mis en place, il ne parle plus de l’Algérie de son enfance. Comment faire ressurgir un pays du silence ? Dans une fresque romanesque puissante et audacieuse, Alice Zeniter raconte le destin, entre la France et l’Algérie, des générations successives d’une famille prisonnière d’un passé tenace. Mais ce livre est aussi un grand roman sur la liberté d’être soi, au-delà des héritages et des injonctions intimes ou sociales.
Le roman reste deux années consécutives, en 2017 et 2018, dans le palmarès des livres francophones les plus vendus en France.

## Écriture du roman
L'expression L'Art de perdre est l'incipit du poème One Art d'Elizabeth Bishop (1911-1979), que connaissent et citent Naïma et son chauffeur entre Tizi Ouzou et Alger, au retour de la maison familiale et du pays d'origine ; poème également lu par l’héroïne du film In Her Shoes.
Alice Zeniter affirme avoir fait beaucoup de recherches et avoir beaucoup lu pour préparer au mieux le roman : « Quand j'ai commencé, je pensais que ce serait beaucoup plus séparé. Je me disais : phase 1, les recherches, et puis phase 2, l'écriture, où je serais suffisamment nourrie de toutes les données accumulées, et pourrais écrire librement sans avoir besoin de vérifier tout le temps. Et ça ne s'est pas passé comme ça. Pendant que j'étais en train de lire, il y avait des choses qui me sautaient aux yeux comme étant des matériaux de fiction [...] Au bout d’un moment j’ai moins lu. Une fois que j’ai eu fini les livres que j’avais prévu de lire, je me suis concentrée sur l’écriture, et j’ai développé ces embryons de scènes qui étaient apparues pendant que je faisais mes recherches. Et en même temps, j’ai découvert d’autres livres, plus tard, et de nouveau, ça a changé. J’ai aussi beaucoup regardé de documentaires, dans les témoignages j’ai entendu des langues, des rythmes. »
L'auteure évoque le livre Sauve qui peut la vie de Nicole Lapierre comme une des causes de l'écriture du roman. Dans cet essai de 2015, la sociologue, spécialiste de l'histoire de la Shoah, revient sur l'histoire de sa famille pour arriver à l'histoire des migrants d'aujourd'hui. « En la lisant, je me suis souvenue d'un vers d'Homère : les malheurs des hommes sont faits pour être chantés », se souvient Alice Zeniter. L'histoire des Harkis n'avait jamais été chantée.
Alice Zeniter déclare au sujet de l'écriture du roman : « Je ne savais pas si je voulais raconter à la première ou la troisième personne, c’est en avançant dans l’écriture que j’ai eu envie qu’elle soit un personnage, et moi, ne nous voilons pas la face, je suis l’écrivaine, je suis le maître des marionnettes, ce n’est pas la même chose. Je vais revendiquer que ceci est ma place et que celle-là est la sienne ».

## Résumé

### Partie 1:L'Algérie de papa
L'histoire familiale semble commencer au centième anniversaire de la conquête de l'Algérie par la France, en 1830, en Kabylie, au sud-est d'Alger, région de Bouira, près de Palestro (actuelle Lakhdaria), sur les crêtes, dans un hameau (mechta) oublié. On y parle encore de la révolte des Mokrani (1871) et des poèmes de M'hand.
Les trois frères Zekkar (p. 476), Ali (marié à Yema en troisième mariage), Djamel (marié à Fatima), Hamza (marié à Rachida, mère d'Omar), sont de petits paysans, un temps ouvriers agricoles, qui ont fini par racheter des terres, planter des oliviers, récupérer un pressoir, vendre leur production, devenir importants, nouveaux riches, et susciter des jalousies, au moins celle de leurs proches voisins, les Amrouche.
Le premier fils d'Ali et Yema est Hamid (né en 1953). Ali a eu précédemment deux filles d'un premier lit. Puis après Hamid, Ali et Yema auront neuf autres enfants (Dalila (1954), Kader (1955), Akli (1957), Claude (1962), Hacène (1964), Karima (1965), Mohamed (1967), Fatiha (1968), Salim).
Hamid se sent bien dans la boutique de Claude, auprès d'Annie, et de Michelle, sœur de Claude, tous Français.
Youcef Tadjer, adolescent voisin, veut croire quelque temps à Messali Hadj (1898-1974), mais Ali, engagé volontaire de 1940, bardé de médailles, président adjoint de l'Association des Anciens Combattants locale ne veut pas comprendre ce désir d'indépendance. Et encore moins quand le FLN (dont le Kabyle Krim Belkacem) se manifeste en 1954, puis interdit toute relation avec l'administration française, dont le tabac, les pensions militaires. Le loup de Tablat organise au village une mise en scène menaçante.
Après l'embuscade de Palestro (1956, Ali Khodja), la situation se détériore : terreur, répression, assassinat du président de l'AAC, arrestation d'Ali, suspicions croisées, regroupement des villages, napalm... La guerre d'Algérie (1954-1962) est vue de cette zone de crêtes de Haute Kabylie, par un Kabyle qui voudrait vivre tranquillement, mais qui se trouve confronté à la violence, dont l'attentat du Milk Bar (Alger, Zohra Drif).
Même s'il n'a (sans doute) rien fait, ni trahi personne, pour ne pas avoir soutenu le FLN, il est considéré comme un harki, qui parvient à obtenir une place avec Hamid pour Marseille en 1962.

### Partie 2:La France froide
Huit mois sous tente au  camp de Rivesaltes, après regroupement familial, avec beaucoup d'autres auxiliaires de l'administration française, tout l'hiver de 1962. Camps de transit et de reclassement pour les harkis : « la danse des perdants des guerres coloniales » (p. 177), entre vengeances et neuroleptiques.
(Une erreur de l'auteur qui situe le camps de Bias dans les Landes alors que celui-ci est dans le Lot-et-Garonne.)
De 1963 à 1965, deux années en hameau de forestage au Logis d'Anne, à Jouques, à travailler pour l'Office national des forêts, à avoir peur des chenilles processionnaires (p. 197), à être des invisibles. Même à un médaillé de la bataille de Monte Cassino, on sort : «Je sers pas les crouilles», avec référence aux films Indigène et La Ligne rouge. Hamid est en classe de rattrapage.
En 1965, Ali est déplacé à Flers (Orne), dans un nouvel immeuble de banlieue (Sonacotra), avec baignoire, pour y travailler comme ouvrier dans l'usine de tôlerie Luchaire. Ali est incapable d'expliquer à Hamid la situation : «Tu rêves ou tu veux que je rêve» (p. 227). Du passé algérien, on ne parle pas, sauf quand on y est forcé : appels du frère Hamza resté au pays, changement de président. Hamid est jugé trop sérieux à l'école, mais il se lie d'amitié avec deux élèves, François et Gilles. En 1967, Ali vide à la poubelle les sept kilos de ferraille de ses médailles.
Une forme d'intégration a lieu : les enfants scolarisés font les courriers officiels du voisinage. Au lycée, Hamid abandonne le ramadan, découvre la politique, et Marx, et ne parvient pas à se faire expliquer par Ali pourquoi ils en sont là. La fête de la Saint-Jean est l'occasion d'une bagarre raciste, où le trio Hamid-François-Gilles se défend (p. 286).
L'été 1969 permet au trio de visiter Paris, logé dans le studio de Stéphane, pour le pire, l'altercation avec un restaurateur kabyle expatrié des années 1950, et le meilleur, la rencontre de Clarisse. Hamid reste avec elle à Paris, travaille en intérim, suit une formation, intègre la Caisse nationale des allocations familiales, oublie son passé ou le cache : Je suis de Basse-Normandie.
Hamid doit rentrer en famille pour un courrier officiel algérien : la loi exige les non résidents à céder leurs terres à ceux qui les travaillent. L'intransigeance du père et du fils amène la crise. Désormais, Hamid devient silencieux. Ali monte à Paris rencontre Mohand, sans chercher à voir son fils, et ils tirent tous deux un bilan mitigé de leurs vies.
Après son service militaire en 1973, le jeune couple s'installe dans un appartement approximatif sous les toits. La scène de panique de Clarisse devant le rat aux toilettes communes entraîne des concessions, dont la visite commune aux parents respectifs. Même Annie réapparaît, avant de repartir aider en Algérie. Clarisse accouche de Myriem. Trois autres enfants vont suivre, à la campagne : Pauline, Naïma, Aglaé.

### Partie 3:Paris est une fête
Naïma, née vers 1990, a 25 ans en 2015, pour les attentats du 13 novembre 2015 en France (Bataclan). Elle vit en colocation avec Sol et Romain, et travaille dans une galerie d'art contemporain, sous la direction de Christophe. Celui-ci décide d'offrir à l'artiste algérien Lalla, exilé de 1995, lors de la guerre civile algérienne (1991-2002), une rétrospective. Pour cela, il charge Naïma de se rendre en Algérie chercher une partie de la production de Lalla. Elle hésite, se plonge dans l'histoire récente de l'Algérie, essaie de comprendre ses origines, et les silences de toute la famille (son père Hamid, son grand-père Ali, sa grand-mère Yema). Elle finit par accepter, arrive à Alger en bateau, est prise en charge, découvre Alger, puis Tizi Ouzou, rencontre des gens concernés. Enfin, comme un pari, elle accepte de se laisser conduire « au village », après Lakhdaria (ancienne Palestro), « chez les terros », un hameau sur les crêtes près de Zbarbar, où elle retrouve  la maison familiale. On parle de Hassen Ferhari, de Matoub Lounès, on trace dans l'air un arbre généalogique familial, on prend des photos. Elle accepte de passer la nuit sur place.

## Accueil de la critique
Pour TF1 INFO, dans le roman, « Alice Zeniter, petite-fille de harkis, relate le parcours de trois générations d'une famille kabyle, dont le destin s'inscrit entre l'Algérie et la France, depuis les prémices de la Guerre d'Algérie jusqu'à aujourd'hui. Une histoire placée sous le signe du silence dont il importait de raviver la mémoire. » Le site conclut par « Livre très documenté, proposant une grande variété de points de vue, L'Art de perdre laisse promettre le meilleur pour la carrière de Alice Zeniter. »
Le Figaro est plus sceptique et déclare que « Son récit est comme le ciel gris et neutre de Normandie où vécurent ses grands-parents en France, il montre tout mais sans relief, ni éclat. On aurait aimé lire un roman âpre, brûlant, plein d'ombres et de lumière, comme le soleil de Méditerranée qui aveugle et illumine. » L'Obs se montre aussi critique : « En scannant ainsi les années, la romancière montre comment l'histoire se transmet de génération en génération, dans des récits troués de non-dits. C'est cette histoire parcellaire dont hérite Naïma, la narratrice, fille de Hamid et petite-fille d'Ali. En retournant en Algérie, la jeune femme va tenter de recomposer son passé et avec lui, son identité. Certes, Alice Zeniter déploie son récit avec une maîtrise narrative incontestable, transformant l'Histoire – de la conquête de l'Algérie à nos jours – en saga familiale efficace. Pour autant, le roman pâtit d'une écriture sans grand relief ni recherche littéraire. »
Pour Le Monde, « L’Art de perdre conjugue transmission d’un savoir historique et évocation sensible de cette famille, de la manière dont le silence s’y transmet. Dans ce livre qui a le souffle d’une saga, Alice Zeniter réussit à dire toute la complexité avec laquelle la vie des individus se trame dans l’histoire, et, ce faisant, elle installe avec une force tranquille les harkis dans l’histoire littéraire. »
Diacritik affirme que « L’Art de perdre est un roman conséquent, une fiction qui fait des choix et qui n’a pas la prétention – je le crois en tout cas – de dire « la vérité » sur la guerre d’Algérie mais d’en sonder un pan et de transmettre une partie d’un vécu historique. »

## Prix littéraires et ventes
Les principaux prix littéraires reçus par le roman sont :
- Prix Goncourt des lycéens 2017[10]
- Prix littéraire du Monde 2017[11]
- Prix Landerneau des lecteurs 2017[12]
- Prix des libraires de Nancy – Le Point 2017[13]
- Prix Liste Goncourt : le choix polonais, Cracovie, 2017[14]
- Prix Liste Goncourt : le choix de la Suisse 2017[15]
- Finaliste Prix Goncourt 2017[16]

Fin janvier 2018, le palmarès annuel L'Express-RTL-Tite Live – dévoilé en présence des lauréats conviés pour un déjeuner à l'hôtel Lutetia à Paris – place le roman à la sixième position des ouvrages francophones (parus en grand format) les plus vendus en 2017 et bien qu'il soit paru l'année précédente, le roman est toujours à la quatorzième place du même palmarès l'année suivant en 2018, démontrant la persistance rare de ses ventes sur une période de deux ans.

## Éditions
- L'Art de perdre, éditions Flammarion, 2017, 506 pages  (ISBN 978-2-08-139553-4).
- L'Art de perdre, éditions J'ai Lu, 2019, format poche, 608 pages  (ISBN 9782290155158)[19]